# Forschungsreaktor Jülich 2
Der Forschungsreaktor Jülich 2 (FRJ-2, auch Forschungsreaktor DIDO genannt) war ein Kernreaktor, der von 1962 bis 2006 auf dem Gelände des Forschungszentrums Jülich (früher Kernforschungsanlage Jülich) betrieben wurde. Er war mit einer Nennleistung von 23 Megawatt (MW) der drittgrößte Forschungsreaktor, der je in Deutschland in Betrieb war. Er wurde als Neutronenquelle ausschließlich zu Forschungszwecken eingesetzt. Der Rückbau zur sogenannten Grünen Wiese soll im Jahr 2027 abgeschlossen sein.

## Geschichte
Die Grundsteinlegung für den Forschungsreaktor des Typs DIDO war gemeinsam mit dem Forschungsreaktor MERLIN am 11. Juni 1958, gut ein Jahr nach der Gründung des Forschungszentrums (damals noch Gesellschaft zur Förderung der kernphysikalischen Forschung) selbst. Der Reaktor erreichte seine erste Kritikalität am 14. November 1962, etwa ein dreiviertel Jahr später als sein Partnerreaktor. Seine thermische Leistung betrug zunächst 10 MW, durch Ausschöpfung vorhandener Reserven konnte die Leistung im Oktober 1967 auf 15 MW erhöht werden. Zum März 1972 erfolgte nach Umbaumaßnahmen eine weitere Leistungssteigerung auf 23 MW.
Im Jahr 1968 wurde an das Reaktorgebäude ein externes Neutronenmesshaus angebaut. Dieses Messhaus wurde 1986 durch ein größeres Labor namens ELLA (Externes Elektronenleiter Labor) ersetzt, in dem verschiedene Neutronenstreu-Instrumente für Material- und Strukturforschung aufgebaut wurden. Die gesamte Reaktoranlage wurde laufend modernisiert und dem Stand von Wissenschaft und Technik angepasst.
Am 2. Mai 2006 wurde der Reaktor schließlich nach fast 44-jähriger Laufzeit abgeschaltet. Der Antrag auf Stilllegung wurde beim Ministerium für Wirtschaft, Mittelstand und Energie des Landes Nordrhein-Westfalen am 27. April 2007 eingereicht. Die Genehmigung zur Stilllegung und zum Rückbau wurde am 20. September 2012 erteilt. Der Rückbau der Reaktoranlage bis zur „Grünen Wiese“ wurde vom Forschungszentrum Jülich zunächst in Eigenregie durchgeführt. Seit Oktober 2016 ist die Firma Jülicher Entsorgungsgesellschaft für Nuklearanlagen (JEN) für den Rückbau zuständig.
Dafür ist derzeit ein Zeitrahmen bis 2027 angesetzt.
Im Juni 2004 schloss das Forschungszentrum Jülich einen Kooperationsvertrag mit der Technischen Universität München, dem Betreiber der neuen Forschungs-Neutronenquelle Heinz Maier-Leibnitz. Demnach wird das Forschungszentrum Jülich eine Außenstation zur Nutzung des Münchner Forschungsreaktors in Garching einrichten. Sieben Messgeräte zur Neutronenforschung im Wert von insgesamt 45 Millionen Euro sollen nach Garching gebracht und dort eigenständig betrieben werden.

## Aufbau
Der Forschungsreaktor FRJ-2 war ein Kernreaktor der DIDO-Klasse. Es handelte sich dabei um einen Reaktor vom Tank-Typ, der mit schwerem Wasser (D2O) moderiert und gekühlt wurde. Als Kernbrennstoff wurde eine Uran-Aluminium-Legierung verwendet, bei der zu 80 bis 90 Prozent hochangereichertes Uran-235 zum Einsatz kam. Die Neutronen wurden durch Graphit-Reflektoren gebündelt und gelangten in 30 horizontalen Strahlrohren durch die Betonabschirmung in die angrenzende Versuchshalle. In das größte Strahlrohr war eine kalte Neutronenquelle eingebaut.
In den letzten Betriebsjahren waren insgesamt zwölf Experimente mit kalten Neutronen und sechs Experimente mit thermischen Neutronen vorhanden. Als experimentelle Einrichtungen waren unter anderem mehrere Diffraktometer, Flugzeitspektrometer, Dreiachsenspektrometer und Rückstreuspektrometer, sowie zwei Kleinwinkelstreuanlagen, ein Neutronenspinechospektrometer und ein NMR-Spektrometer aufgebaut. Der maximale thermische Neutronenfluss lag bei 3 · 1014 n/cm2 s.

## Forschung
Der Forschungsreaktor DIDO war von der Abschaltung des Karlsruher Forschungsreaktors 2 im Jahr 1981 bis zur Inbetriebnahme des Forschungsreaktors München II im Jahr 2004 die stärkste Neutronenquelle in Deutschland. Sie diente hauptsächlich zur Durchführung von Streu- und Spektroskopie-Experimenten an kondensierter Materie. Zum Beispiel wurden Zusätze zur Verhinderung des Versulzens von Dieselkraftstoffen im Winter und Polymere als Zusatzstoffe zur Erhöhung der Waschkraft von Tensiden entwickelt. Diese Arbeiten wurden 2002 mit dem Erwin-Schrödinger-Preis des Stifterverbandes für die deutsche Wissenschaft ausgezeichnet. Weiterhin wurde am Forschungsreaktor Technetium zum Aufspüren von Tumorzellen in medizinischen Anwendungen produziert.